# Кристіан Сото
Кристіан Сото (ісп. Cristian Soto, народився 1980, Талькауано) — чилійський режисер.
Народився 1980 року на півдні Чилі, у місті Талькауано. Зростав під наглядом дідуся й бабусі. Тож із самого малечку автор на власні очі відчував те, що в подальшому відобразиться в усіх його фільмах, а саме – процес старіння. У віці 5 років переїздить разом із батьками до Сантьяго, де мешкає дотепер. Вивчав кінематограф в освітньому закладі Duoc UC.

## фільмографія
- Остання станція (2013)